# 1920 în film
- 1919 în cinematografie — 1920 în cinematografie — 1921 în cinematografie

## Premiere românești
- Pe valurile fericirii, Dolly A. Sigetti, film pierdut
- Din grozăviile lumii, Eugen Jancovics, film pierdut
- Cele două orfeline, Eugen Jancovics, film pierdut

## Filmele cu cele mai mari încasări
| Poziție | Titlu                                                    | Încasări   |
| ------- | -------------------------------------------------------- | ---------- |
| 1.      | Way Down East - regia D.W. Griffith                      | $5.000.000 |
| 2.      | Over the Hill to the Poorhouse - regia Harry F. Millarde |            |
| 3.      | Shipwrecked Among Cannibals                              |            |
| 4.      | Pollyanna                                                |            |
| 5.      | The Mark of Zorro                                        |            |
| 6.      | Dr. Jekyll and Mr. Hyde                                  |            |
| 7.      | The Round-Up                                             |            |
| 8.      | Double Speed                                             |            |
| 9.      | Excuse My Dust                                           |            |